# Flavio Galván Rivera
Flavio Galván Rivera (Ciudad de México, 12 de mayo de 1952) es un jurista, profesor, escritor y funcionario mexicano. Se desempeñó como magistrado del Tribunal Electoral del Poder Judicial de la Federación entre 2006 y 2016.

## Biografía
Estudio la Licenciatura, Maestría y Doctorado por la Universidad Nacional Autónoma de México. Obtuvo el Doctorado con un reconocimiento a su desempeño. Ha sido expositor en varias ocasiones sobre temas electorales y fue profesor de Derecho Electoral.
De 1990 a 1996 fue magistrado regional del Tribunal Federal Electoral, hasta ser electo secretario de acuerdos del Tribunal Electoral del Poder Judicial de la Federación. Más tarde fue elegido magistrado del mismo tribunal.
El 6 de agosto de 2007 renunció al cargo de presidente del Tribunal Electoral del Poder Judicial de la Federación, por problemas de salud, siendo sustituido por María del Carmen Alanís Figueroa.

## Publicaciones
- Derecho Procesal Electoral Mexicano
- El concubinato en el vigente Derecho Mexicano

Coautor en:
- Derecho Procesal Constitucional
- El camino de la democracia en México
- Tendencias contemporáneas del Derecho Electoral en el mundo
- Justicia Electoral en el umbral del siglo XXI
- Elecciones y justicia en España y México